# Арагонци
Арагонци (арагонски и шпански: aragoneses, каталонски: aragonesos) у ширем смислу представља становнике Арагона, док у ужем смислу представља малу романску етничку групу, у североисточној Шпанији. Њихов арагонски језик, којем се говорило у целом Арагонском и Наварском краљевству у средњем веку, је данас озбиљно угрожен језик, којем се служи само неколико хиљада људи у северним селима.
Највише Арагонаца (90 % или више) говоре шпански језик, док око 10 % говоре арагонски или каталонски језик. Коришћење арагонског језика се смањује и можда изумире. У источним покрајинама као што је Ла Фрања, каталонски језик говори око 90 % становништва.
Арагонци су већином католичке вероисповести. Арагонаца има укупно око 2.500.000.